# Двори-над-Житавою
Двори-над-Житавою (словац. Dvory nad Žitavou) — село, громада округу Нове Замки, Нітранський край. Кадастрова площа громади — 63.85 км². Протікає Брановський потік.
Населення 5044 особи (станом на 31 грудня 2019 року).

## Історія
Двори-над-Житавою згадуються 1075 року.

## Населення
| Рік:            | 1994. | 2004.   | 2014.   | 2024.   |
| --------------- | ----- | ------- | ------- | ------- |
| Кількість осіб: | 5030  | 5110    | 5163    | 4979    |
| Різниця:        |       | +1,59 % | +1,03 % | -3,56 % |

| Рік:            | 2023. | 2024.   |
| --------------- | ----- | ------- |
| Кількість осіб: | 4947  | 4979    |
| Різниця:        |       | +0,64 % |